# Дрейзе, Иоганн Николаус фон

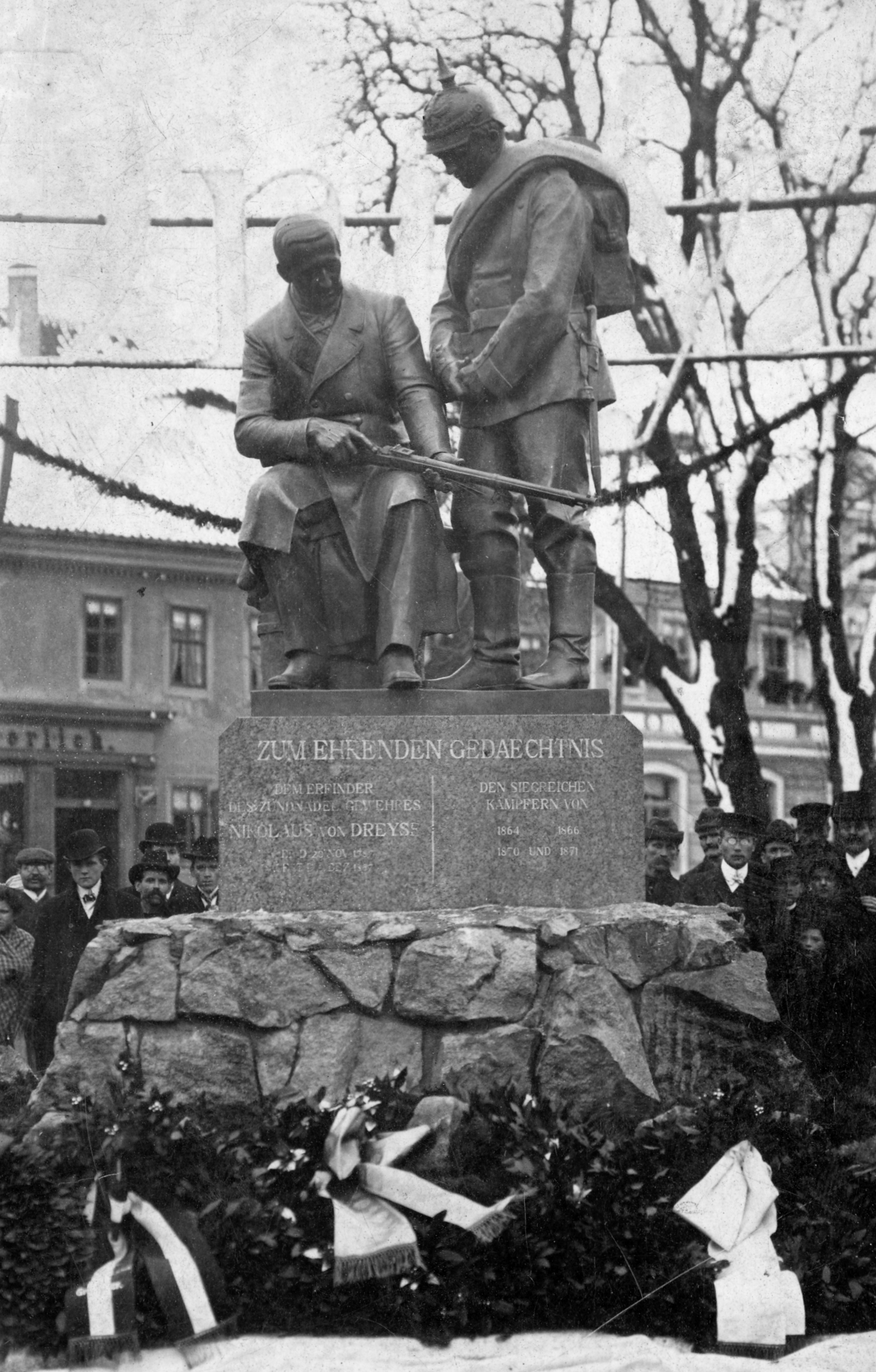
Памятник Иоганну Николаусу фон Дрейзе в городе Зёммерда

Иоганн Николаус фон Дрейзе (нем. Johann Nicolaus von Dreyse; 20 ноября 1787 — 9 декабря 1867) — оружейный мастер, изобретатель системы игольчатого ручного огнестрельного оружия.

## Биография
В 1836 году предложил прусскому правительству нарезное ружье, заряжаемое с казённой части, которое после испытания было принято на вооружение пехоты под названием игольчатого образца 1841 года. В то время на вооружении находились ружья, заряжавшиеся с дула и имевшие низкую скорострельность. Для заряжания с казённой части Дрейзе изобрёл затвор. Затвор двигался по оси ствола в цилиндрической коробке, привинченной к его казённому срезу, взад и вперед и в последнем положении запирал ствол во время выстрела.
Кроме того, для ускорения заряжания пороховой заряд, пулю и капсюль Дрейзе поместил вместе в бумажной оболочке (гильзе), впервые применив унитарный патрон, c котором заряжание сводилось только к вкладыванию патрона в казённую часть ствола при открытом затворе. Патрон Дрейзе состоял из свинцовой пули яйцевидной формы, вложенной в выемку папкового цилиндра (шпигеля), на противоположной стороне которого была впрессована лепешка ударного состава. Шпигель с пулей помещался в переднем конце бумажной гильзы, в которую первоначально всыпался порох. Для производства выстрела внутри затвора ружья находился ударник с тонкой и длинной иглой, который в момент выстрела силою сжатой спиральной пружины быстро двигался вперёд внутри затвора, при этом игла прокалывала капсюль и воспламеняла ударный состав. При движении по каналу пуля получала вращение от нарезов.
Изобретение Дрейзе заставило главные государства Европы принять на вооружение образцы игольчатых ружей, которые в 70-х годах XIX столетия были заменены ружьями, использовавшими металлические гильзы для патронов.
Главные недостатки игольчатого оружия заключались:
- в бумажном патроне, который не предохранял порох от сырости;
- в необходимости иметь в передней части затвора особое приспособление, называемое обтюратором, устранявшее возможность прорыва пороховых газов назад;
- в тонкой игле, которая могла легко сломаться;
- в расположении капсюля на дне шпигеля пули, из-за чего игла ударника в момент выстрела находилась внутри патронника в атмосфере сгорающего пороха, что приводило к быстрому выходу иглы из строя, так что прусские военные считали необходимым иметь три иглы на боекомплект в 60 патронов.

В дальнейшем все перечисленные недостатки были полностью устранены путём использования металлических гильз для патронов.